# Пауль Бюхель
Пауль Бюхель (нім. Paul Büchel; 3 серпня 1907, Грайфенберг — 2 лютого 1986) — німецький офіцер-підводник, фрегаттен-капітан крігсмаріне.

## Біографія
1 квітня 1925 року вступив на флот. З 16 серпня 1937 року — командир підводного човна U-32, на якому здійснив 3 походи (разом 58 днів у морі). Під час третього походу Бюхель мав встановити в затоці Ферт-оф-Клайд нові і дуже потужні міни моделі TCM, які мали потопити великі кораблі. Бюхель встановив міни за межами затоки на надто великій глибині, тому жоден ворожий корабель не постраждав. Карл Деніц вирішив, що виправдання Бюхеля непереконливі, а завдання було надто складним для нього, тому 11 лютого 1940 року він був зняти з посади. Після цього Бюхель служив на штабних посадах в навчальних частинах. З 12 серпня 1943 року — командир U-860. 11 квітня 1944 року вирушив у свій останній похід на Далекий Схід, щоб діяти в Індійському океані, проте 15 червня U-860 був потоплений в Південній Атлантиці південніше острову Святої Єлени (25°27′ пд. ш. 05°30′ зх. д.) глибинними бомбами та ракетами семи бомбардувальників «Евенджер» і «Вайлдкет» з ескортного авіаносця ВМС США «Соломонс». 42 члени екіпажу загинули, 20 (включаючи Бюхеля) були врятовані і взяті в полон.
Всього за час бойових дій потопив 3 кораблі загальною водотоннажністю 6697 тонн і пошкодив 2 кораблі загальною водотоннажністю 17 525 тонн.
| Дата            | Назва корабля          | Тип               | Тоннаж | Вантаж                                                                    | Екіпаж | Загинули | Країна             |
| --------------- | ---------------------- | ----------------- | ------ | ------------------------------------------------------------------------- | ------ | -------- | ------------------ |
| 18 вересня 1939 | Kensington Court       | Торговий пароплав | 4,863  | 8000 тонн круп                                                            | 35     | 0        | Британська імперія |
| 28 вересня 1939 | Jern                   | Торговий пароплав | 875    | Деревна целюлоза                                                          | 14     | 0        | Норвегія           |
| 5 жовтня 1939   | Marwarri (пошкоджений) | Торговий пароплав | 8,063  | Державні товари                                                           | 31     | 2        | Британська імперія |
| 6 жовтня 1939   | Lochgoil (пошкоджений) | Торговий теплоїід | 9,462  | Генеральні вантажі, в тому числі зенітні гармати                          | ?      | 0        | Британська імперія |
| 31 грудня 1939  | Luna                   | Торговий пароплав | 959    | Генеральні вантажі, в тому числі гумові шланги, цинкові пластини і рогожі | ?      | 0        | Норвегія           |

## Звання
- Кандидат в офіцери (1 квітня 1925)
- Фенріх-цур-зее (1 квітня 1927)
- Оберфенріх-цур-зее (1 червня 1928)
- Лейтенант-цур-зее (1 жовтня 1929)
- Оберлейтенант-цур-зее (1 червня 1931)
- Капітан-лейтенант (1 жовтня 1935)
- Корветтен-капітан (1 січня 1940)
- Фрегаттен-капітан (1 жовтня 1943)

## Нагороди
- Медаль «За вислугу років у Вермахті» 4-го і 3-го класу (12 років)
- Іспанський хрест в бронзі (6 червня 1939)
- Залізний хрест
  - 2-го класу (1 жовтня 1939)
  - 1-го класу (січень 1940)
- Нагрудний знак підводника (23 січня 1940)